# Prazsky Krysarik
Prazsky Krysarik (tjekkisk: Pražský krysařík) eller Tjekkisk Rottehund er en hunderace. Prazksy betyder Praha og Krysarik betyder rottefanger på tjekkisk.
Racen kan fra 1. januar 2013 stambogsregistreres i Dansk Kennel Klub`s X-register, og den kan udstilles i Danmark.
Racen blev foreløbigt FCI godkendt (recognized on a provisional basis) i 2019 . Derfor er denne race endnu meget ukendt i Danmark.

## Historie
Racen stammer fra det tidligere Tjekkoslovakiet og var en royal race, som blev brugt som selskabshund af overklassen. Det vides ikke, hvornår racen præcis opstod, men det siges at være for kong Boleslav II (1058-1080), som havde to eksemplarer af racen. Den blev også kendt ved andre europæiske kongefamilier, da de bøhmiske prinsesser fik introduceret dem rundt omkring i Europa. I 1800-tallet mistede racen sin popularitet til fordel for mini-pincheren. Igennem 1980'erne øges populariteten igen, og der kom flere opdrættere. I dag er racen ikke specielt udbredt uden for Tjekkiet og Slovakiet, men dog findes enkelte opdrættere i nabolandet Polen samt i Danmark og Sverige.

## Racebeskrivelse
Racen kan være både korthåret og langhåret. Den kommer også i forskellige farver som gul, blålig, rød og rødlig, men sort og brunlig er det mest sædvanlige. Idealhøjden er 20 – 23 cm, mens under 17 og over 23 cm ikke er godkendt. Vægt i voksen alder er 1,5 til 3 kg med en idealvægt på 2,5 kg. Den mister relativ lidt pels.
Racen har store, mørke øjne og store, flagermuslignende ører. Tidligere blev halen kuperet, men dette er ikke længere lovligt.
Af mange anses denne for verdens mindste hunderace, men da den er så sjælden, er det ofte den mere kendte og udbredte race, chihuahuaen, som får denne titel. Den tjekkiske rottehund har en slank og elegant krop med et bredt bryst. Nakken er relativt lang og slank.
Racen har en vældig god lugtesans, og pga. dens størrelse blev den derfor meget populær at bruge jagten på rotter, deraf navnet.
Temperament
Tjekkisk rottehund er en vældig aktiv, livlig og opmærksom race. Racen er kendt for at give masser kærlighed til sin ejer og familie, men den er naturligt forsigtig i forhold til fremmede. Den er dog ikke en aggressiv hund, men en kærlig hund, som kræver masser omsorg og opmærksomhed. Den gør sjældent, er lydig, social og intelligent.
Racen er en flot familiehund, men som alle andre racer er det vigtigt at hæfte sig ved, at hunden ikke bør overlades alene med børn, på trods af dens godhed og omsorgsfuldhed.

## Pleje og helbred
Pelsen kræver ikke det store arbejde. Det eneste nødvendige er forsigtig børstning eller brug af en fugtig klud.
Dens tynde ben kan let brække, så man må tage hensyn til hunden og ikke lade den løbe for meget på trapper eller hoppe ned fra høje afsatser før den er fuldt udvokset. Når hunden når voksenalderen, behøver man ikke at være så forsigtig som tidligere i udviklingsstadiet, men man må fortsat tage mere hensyn end ved forskellige andre traditionelle.
Det er vigtigt at huske, at dette er en race med et tyndt fedtlag, og den fryser derfor nemt. Hunden vil i tilfælde af kulde sætte pris på en varm sweater (jf. specielt lavet hundepåklædning).

## Motion
Det kan være fristende at bære disse små, søde hunde rundt, især med de nu udbredte og moderigtige hundetasker, men det er vigtigt at huske på, at racen er ganske aktiv og kræver daglig motion. Det gælder generelt for alle hunderacer, at de, såfremt de ikke får opfyldt deres motionsbehov, let kan udvikle adfærdsproblemer. Den tjekkiske rottehund holder af at løbe frit rundt på store områder. På trods af den lille størrelse har den stort behov for fysisk udfoldelse. Racens fysiske aktivitet er på linje med en boxer.

## Forventet levealder
Racen lever normalt 12-14 år.

## Generelle raceproblemer
Som mange små hunderacer er det vigtigt at være opmærksom på følgende:
- Mælketænderne kan, når voksentænderne er på vej, have behov for hjælp til at tabes.
- Tandproblemer grundet plak ses ofte hos ældre hunde, og de bør derfor børstes for at undgå dette.
- Mulighed for knogleskørhed / brækker benene let.
- Løse knæskaller er en udbredt sygdom.

## Ekstern henvisning
- Den officielle hjemmeside for Dansk Prazsky Krysarik Klub Arkiveret 8. maj 2014 hos  Wayback Machine